# Vioménil
Vioménil település Franciaországban, Vosges megyében. Lakosainak száma 153 fő (2022. január 1.). Vioménil Escles, Belrupt, Charmois-l’Orgueilleux, La Haye, Hennezel és La Vôge-les-Bains községekkel határos.

## Népesség
A település népessége az elmúlt években az alábbi módon változott:
| Lakosok száma | 145  | 146  | 147  | 145  | 149  | 151  | 154  | 154  | 153  |
|               | 2013 | 2015 | 2016 | 2017 | 2018 | 2019 | 2020 | 2021 | 2022 |